# Henry Ståhl Fastigheter
Henry Ståhl Fastigheter AB är ett fastighetsbolag med säte i Norrköping.
Henry Ståhl Fastigheter AB grundades 1947 av byggnadsingenjören Henry Ståhl som Byggnadsaktiebolaget Henry Ståhl, en ombildning av den i Finspång bildade Firma Byggnadsingenjör Henry Ståhl. Under 1980-talet avvecklades den egna byggnadsverksamheten successivt. År 1988 färdigställdes det sista stora projektet med egen anställd arbetskraft. Företaget har sedan 1994 varit enbart ett fastighetsförvaltningsbolag. 
Det har ett fastighetsbestånd främst i Norrköping och Linköping. Det helägdes fram till 2014 av Stadstornet Invest AB (556684-7082). vilket efter Henry Ståhls död 1987 ägdes av barnen Mikael Ståhl, Pia Althin (född 1944) och Ann-Christin Ståhl (född 1946). Mikael Ståhl köpte ut sina systrar 2003.
Henry Ståhl Fastigheter AB såldes till norskägda Heimstaden 2014.